# La Soledad Loma de Ocotla Ranchería
La Soledad Loma de Ocotla Ranchería är en ort i Mexiko.   Den ligger i kommunen Atltzayanca och delstaten Tlaxcala, i den sydöstra delen av landet, 130 km öster om huvudstaden Mexico City. La Soledad Loma de Ocotla Ranchería ligger 2 582 meter över havet och antalet invånare är 129.
Terrängen runt La Soledad Loma de Ocotla Ranchería är kuperad norrut, men söderut är den platt. Terrängen runt La Soledad Loma de Ocotla Ranchería sluttar söderut. Runt La Soledad Loma de Ocotla Ranchería är det ganska tätbefolkat, med 104 invånare per kvadratkilometer. Närmaste större samhälle är Huamantla, 13,4 km sydväst om La Soledad Loma de Ocotla Ranchería. Trakten runt La Soledad Loma de Ocotla Ranchería består till största delen av jordbruksmark.